# Контрази
Контрази́ (фр. Contrazy) — коммуна во Франции, находится в регионе Юг — Пиренеи. Департамент коммуны — Арьеж. Входит в состав кантона Сент-Круа-Вольвестр. Округ коммуны — Сен-Жирон.
Код INSEE коммуны — 09098.

## Население
Население коммуны на 2008 год составляло 64 человека.
| 1962 | 1968 | 1975 | 1982 | 1990 | 1999 | 2008 |
| ---- | ---- | ---- | ---- | ---- | ---- | ---- |
| 139  | 105  | 84   | 82   | 90   | 83   | 64   |

## Экономика
В 2007 году среди 50 человек в трудоспособном возрасте (15—64 лет) 41 была экономически активными, 9 — неактивными (показатель активности — 82,0 %, в 1999 году было 67,3 %). Из 41 активных работали 38 человек (23 мужчины и 15 женщин), безработных было 3 (1 мужчина и 2 женщины). Среди 9 неактивных 2 человека были учениками или студентами, 5 — пенсионерами, 2 были неактивными по другим причинам.